# Yeni Salihlispor
Yeni Salihlispor ist ein türkischer Fußballverein aus dem Landkreis Salihli in der Provinz Manisa. In den Jahren 1984 bis 1985 war der Verein ständiges Mitglied der TFF 1. Lig und spielt seit 2002 in der regionalen Amateurliga. Während seiner Zeit in der 1. Lig war Yeni Salihlispor der renommierteste Verein der Provinz Manisa und wurde in dieser Hinsicht erst in den 2000er Jahren von dem späteren Erstligisten Manisaspor überholt. Ihre Heimspiele tragen die Grün-Weißen im Ramiz-Turan-Stadium aus.

## Geschichte

### Gründung
Der Verein wurde 1980 durch den Zusammenschluss der beiden örtlichen Vereine Salihli Sanayispor und 5 Eylül SK in der Kreisstadt Salihli gegründet. Da bereits mit Salihlispor ein örtlicher Verein existierte, der den Stadtnamen im Vereinsnamen enthielt und dieser an dem Zusammenschluss nicht teilhaben wollte, entschied man sich, den neugegründeten Verein Yeni Salihlispor (dt. Das Neue Salihlispor) zu nennen. Als Vereinsfarben wurden Grün und Weiß gewählt. Die nachfolgenden vier Spielzeiten nach der Vereinsgründung spielte der Klub in der regionalen Amateurliga.

### Einstieg in den Profifußball
Zum Sommer 1984 erreichte der Verein die Meisterschaft der regionalen Amateurliga und stieg damit zum ersten Mal in der Vereinsgeschichte in die zweithöchste türkische Spielklasse, damals als 2. Lig bezeichnet, auf.

### Zweitligaspieljahre
In der 2. Lig etablierte sich der Verein als langjähriges Mitglied und belegte immer sichere Nichtabstiegs-Plätze im mittleren bzw. oberen Tabellensegment. In der Saison 1995/96 erreichte man die Play-offs der 2. Lig, in denen der dritte und letzte Aufsteiger per K.-o.-System ausgespielt wurde. Hier schied man bereits im Viertelfinale gegen Elazığspor aus.
Mit der Spielzeit 1968/69 begann man gegen den Abstieg zu spielen. Nachdem 1968/69 und 1969/70 noch der Klassenerhalt gelang, verpasste man in der Saison 1970/71 den Klassenerhalt und stieg in die neugegründete dritthöchste Spielklasse, in die 3. Lig, ab.

### Systembedingter Abstieg in die TFF 3. Lig
Da mit der Saison 2001/02 der türkische Profi-Fußball grundlegenden Änderungen unterzogen werden sollte, wurden bereits in der Spielzeit 2000/01 Vorbereitungen für diese Umstellung unternommen. Bisher bestand der Profifußball in der Türkei aus drei Ligen: Der höchsten Spielklasse, der einspurigen Türkiye 1. Futbol Ligi, der zweitklassigen fünfspurig und in zwei Etappen gespielten Türkiye 2. Futbol Ligi und der drittklassigen und achtgleisig gespielten Türkiye 3. Futbol Ligi. Zur Saison 2001/02 wurde der Profifußball auf vier Profiligen erweitert. Während die Türkiye 1. Futbol Ligi unverändert blieb, wurde die Türkiye 2. Futbol Ligi in die nun zweithöchste Spielklasse, die Türkiye 2. Futbol Ligi A Kategorisi (zu dt.: 2. Fußballliga der Kategorie A der Türkei), und die dritthöchste Spielklasse, die Türkiye 2. Futbol Ligi B Kategorisi (zu dt.: 2. Fußballliga der Kategorie B der Türkei), aufgeteilt. Die nachgeordnete Türkiye 3. Futbol Ligi wurde fortan somit die vierthöchste Spielklasse, die TFF 3. Lig. Alle Teams, die in den Abstiegsgruppen der 2. Lig Tabellenletzter wurden, stiegen in die TFF 3. Lig ab.

### Viertligaperiode und Abstieg in den Amateurfußball
In die TFF 3. Lig abgestiegen verpasste Yeni Salihlispor auch hier den Klassenerhalt und stieg als Tabellenvorletzter in die regionale Amateurliga ab.

## Ligazugehörigkeit
- 2. Liga: 1984–2001
- 3. Liga: -
- 4. Liga: 2001–2002
- Regionale Amateurliga: 1980–1984, seit 2002

## Bekannte ehemalige Spieler
- Zafer Biryol
- Ali Tandoğan
- Bekir Ozan Has
- Engin Memişler
- Süleyman Küçük
- Zafer Şahin

## Bekannte ehemalige Trainer
- Enver Ürekli
- Ergun Kantarcı (Oktober 1991 – Mai 1992)
- Ergun Kantarcı (Dezember 1992 – Dezember 1993)
- Necdet Zorluer (September 1994 – August 1995)
- Hasan Yüksel (August 1995 – Oktober 1995)
- Ergun Kantarcı (Juni 1996 – Mai 1997)
- Ersun Yanal (September 1997 – Mai 1998)
- Atilla Özcan (Februar 2002 – Mai 2002)